# Fédération soviétique d'escrime
La Fédération soviétique d'escrime (FSÉ) est l'organisme national qui administre l'escrime à l'intérieur de l'Union soviétique. Elle est chargée de gérer sa pratique dans tout le pays. 
Elle organise en 1966 à Moscou les Championnats du monde d'escrime

## Administration
Le bureau était composé d'un président, d'un vice-président, d'un secrétaire et d'un trésorier. 

## Escrimeurs soviétiques
- Vladimir Smirnov (1954-1982) , champion du monde et champion olympique en 1980
- Viktor Sidyak